# Edgar Krapp
Edgar Krapp né le 3 juin 1947 à Bamberg est un organiste allemand.

## Carrière
Enfant il est choriste dans les Regensburger Domspatzen (les petits chanteurs de Ratisbonne) et s'initie à l'orgue. Il fait des études musicales à la Musikhochschule de Munich avec Franz Lehrndorfer puis vient travailler avec Marie-Claire Alain à Paris où il est nommé organiste à l'église évangélique allemande. Il remporte les premiers prix au concours Felix Mottl et au concours international de musique de l'ARD à Munich. En 1974 il obtient un poste d'enseignant à la Musikhochscule de Francfort et plus tard au Mozarteum de Salzbourg.

## Source
- Alain Pâris, Dictionnaire des interprètes, Bouquins/Laffont 1989, p. 523